# Pietro Raimondi (vescovo)
Pietro Raimondi (Verbicaro, 15 febbraio 1896 – Verbicaro, 27 luglio 1987) è stato un vescovo cattolico italiano.

## Biografia
Nacque a Verbicaro il 15 febbraio 1896.

### Formazione e ministero sacerdotale
Iniziò gli studi presso il seminario di Amelia, in provincia di Terni, e li proseguì al collegio Leoniano di Roma. Partecipò alla prima guerra mondiale come ufficiale, trascorrendo due anni in prigionia. Di ritorno dalla guerra, nel 1919 riprese gli studi presso il seminario San Pio X di Catanzaro.
Il 29 ottobre 1922 fu ordinato presbitero, a Cassano all'Ionio, dal vescovo Bruno Occhiuto.
Rimase a Cassano all'Ionio come segretario particolare del vescovo per quindici anni, divenendo anche canonico del capitolo cattedrale, assistente diocesano dell'Azione cattolica e padre spirituale del seminario. Fu rettore dei collegi vescovili di Castrovillari e di Praia a Mare.

### Ministero episcopale
L'8 maggio 1946 papa Pio XII lo nominò vescovo di Crotone; succedette ad Antonio Galati, deceduto il 2 marzo precedente. Il 29 giugno dello stesso anno ricevette l'ordinazione episcopale, a Cassano all'Ionio, dal vescovo Raffaele Barbieri, coconsacranti i vescovi Eugenio Raffaele Faggiano e Michele Rateni. Il 29 settembre seguente prese possesso della diocesi. Svolse il suo ministero episcopale a Crotone per venticinque anni.
Raggiunti i limiti di età presentò le dimissioni dall'ufficio a papa Paolo VI, ritirandosi quindi nel suo paese natio di Verbicaro nel luglio 1971. La mattina del 10 marzo 1986 fu colto da ictus cerebrale e fu dunque costretto a letto fino alla sua morte, il 27 luglio 1987.

## Genealogia episcopale
La genealogia episcopale è:
- Cardinale Scipione Rebiba
- Cardinale Giulio Antonio Santori
- Cardinale Girolamo Bernerio, O.P.
- Arcivescovo Galeazzo Sanvitale
- Cardinale Ludovico Ludovisi
- Cardinale Luigi Caetani
- Cardinale Ulderico Carpegna
- Cardinale Paluzzo Paluzzi Altieri degli Albertoni
- Papa Benedetto XIII
- Papa Benedetto XIV
- Cardinale Enrico Enriquez
- Arcivescovo Manuel Quintano Bonifaz
- Cardinale Buenaventura Córdoba Espinosa de la Cerda
- Cardinale Giuseppe Maria Doria Pamphilj
- Papa Pio VIII
- Papa Pio IX
- Cardinale Raffaele Monaco La Valletta
- Cardinale Serafino Cretoni
- Arcivescovo Carmelo Pujia
- Arcivescovo Demetrio Moscato
- Vescovo Raffaele Barbieri
- Vescovo Pietro Raimondi